# San Francesco delle Cappuccinelle (Nápoly)
A San Francesco delle Cappuccinelle egy nápolyi egyházi épületkomplexum a salita Pontecorvo 44. szám alatt. A 16. században épült ferences apácák számára. 1712-ben Giovanni Battista Nauclerio barokk stílusban átépítette.

## További információ
- A Wikimédia Commons tartalmaz San Francesco delle Cappuccinelle témájú kategóriát.